# معاذ بن عبد الرحمن التيمي
مُعاذ بْن عَبد الرَّحمَن بْن عُثمان التَّيمِيُّ القُرَشِيُّ أبوه صحابي ابن أخي طلحة بن عبيد الله، وأختلف في صحبته، أخو عثمان بن عبد الرحمن وابن عم أبي بكر الصديق فهما تيميان. تابعي حجازي مدني وأحد الروات الثقات. توفي مابين 91 - 100 هـ

## نسبه
- هو: «معاذ بن عبد الرحمن بن عثمان بن عمرو بن عامر بن عمرو بن كعب بن تيم بن مرة بن كعب بن لؤي بن غالب بن فهر بن مالك بن النضر بن كنانة بن خزيمة بن مدركة بن إلياس بن مضر بن نزار بن معد بن عدنان»
- أمّه: أم ولد

### أسرته
- تزوّج زيينة[6] بنت عتيبة من بني سعد بن بكر وأنجبت له عبد الرحمن.
- مريم بنت عقبة من بني سليم وأنجبت له أويس.
- المنقرية وأنجبت له أسماء.[7]

## روايته للحديث النبوي
- رَوَى عَن: وعبد الرحمن بن عثمان التيمي، وحمران بن أبان، وسعد بن مالك بن هيب، عبد الله بن عباس، معاذ بن الحارث بن رفاعة، يوسف بن عبد الله.
- روى عنه: محمد بن إبراهيم التيمي، والزهري، وابن المنكدر، وعبد الله بن أبي سلمة الماجشون، ونصر بن عبد الرحمن، ونافع بن جبير النوفلي، وابن جريج المكي، وجماعة
- الجرح والتعديل: قال الذهبي «ثقة» قال ابن حجر «صدوق» قال أبو حاتم بن حبان البستي «يقال إن له صحبة»[5][8]